# Micropogonias manni
Micropogonias manni är en fiskart som först beskrevs av Moreno, 1970.  Micropogonias manni ingår i släktet Micropogonias och familjen havsgösfiskar. IUCN kategoriserar arten globalt som otillräckligt studerad. Inga underarter finns listade i Catalogue of Life.